# Кронік Олександр Львович
Кро́нік Олекса́ндр Льво́вич (1 липня 1903, Вільно, Віленська губернія, Російська імперія — 20 грудня 1976, Київ, Українська РСР, СРСР) — радянський воєначальник, гвардії генерал-майор, історик, журналіст, кандидат історичних наук. У квітні 1945 р. після взяття Кенігсберга був представлений до звання Героя Радянського Союзу.

## Біографія
Народився в 1903 (за документами — у 1901) році в місті Вільна (нині Вільнюс, Литва) у робітничій сім'ї. Закінчив шість класів реального училища, останні три роки навчання поєднував з роботою електромонтером на лісопильному заводі.
У Червону Армію вступив добровольцем у роки Громадянської війни, приписавши собі два роки. Службу розпочинав у кінноті: червоноармієць і (на червень 1922 року) старшина шабельного ескадрону в 38-му кавалерійському полку 7-ї кавалерійської дивізії Самарського Білоруського військового округу.
У 1926 році закінчив кавалерійське відділення Об'єднаної військової школи імені ВЦВК (Москва), став червоним командиром і до середини липня 1941 року — у Прикордонних військах СРСР. Службу тут починав з посади начальника прикордонної застави, що охороняла радянсько-афганську ділянку державного кордону. Потім — командир Ашхабадського окремого кавалерійського дивізіону; у цій якості — на передовій лінії боротьби з басмацтвом. За мужність і відвагу, проявлену в боях, був удостоєний іменної зброї та Почесної грамоти ЦВК Туркменської РСР. У ході однієї з сутичок з басмачами отримав важке поранення, але по лікуванні повернувся в стрій.
1935 році закінчив Вищу прикордонну школу. У 1935 і до кінця 1939 року — викладач Харківського військового училища прикордонних і внутрішніх військ імені Ф. Е. Дзержинського (до 20 квітня 1937 року — 2-га об'єднана прикордонна школа імені Ф. Е. Дзержинського).
У 1939 році заочно закінчив Військову академію імені М. В. Фрунзе. Наприкінці 1939 року домігся відправки на фронт радянсько-фінської війни: командир прикордонного полку, що діяв на Петрозаводському напрямку. У 1940 — середині липня 1941 років — заступник начальника кафедри тактики, війн та військового мистецтва ордена Леніна Вищої прикордонної школи.
З 15 липня 1941 року — начальник штабу 252-ї стрілецької дивізії, сформованої для діючої Червоної Армії: в боях на Північній Двіні в складі 29-ї армії Західного і Калінінського фронтів. У битві під Москвою — начальник оперативного відділу 29-ї армії Калінінського фронту.
З 15 лютого 1942 року по 14 жовтня 1943 року — командир 357-ї стрілецької дивізії 39-ї армії (2-го формування), а з літа 1943 року — 3-ї ударної армії Калінінського фронту. У цій якості особливо відзначився влітку 1942 року на Ржевському напрямку: опинившись у оточенні, полковник О. Л. Кронік у ніч з 8 на 9 липня сформував із залишків своєї дивізії й сусідніх, розбитих противником з'єднань і частин, зведений бойовий загін загальною чисельністю близько десяти тисяч багнетів і, ставши на чолі, успішно вивів його через ліси і болото в розташування головних сил Калінінського фронту. Полковник Олександр Кронік став свідком злочинних дій командувача 39-ї Армії генерал-лейтенанта І. І. Масленнікова (під час наступу на КП Армії, той прострелив собі ногу, імітуючи поранення, й був евакуйований літаком у тил).
Знову відзначився на самому початку 1943 року: очолювана полковником О. Л. Кроніком 357-та стрілецька дивізія 8-го стрілецького Естонського корпусу (2-го формування) у взаємодії з іншими з'єднаннями і частинами 3-ї ударної армії Калінінського фронту 17 січня 1943 року рішучим ударом опанувала містом Великими Луками сучасної Псковської області. Генерал-майор з 22 лютого 1943 року.
Наприкінці 1943 — у серпні 1944 року — командир 178-ї стрілецької Кулагінської Червонопрапорної дивізії, що входила спочатку до складу 22-ї армії 2-го Прибалтійського фронту, а потім — 97-го стрілецького корпусу 21-ї армії (2-го формування) Ленінградського фронту. Очолюване генерал-майором О. Л. Кроніком з'єднання брало участь у визволенні міст Новоскольників (22 січня 1944) сучасної Псковської і Віїпурі (20 червня 1944) Ленінградської областей.
З 28 серпня 1944 року і до кінця війни — командир 343-ї стрілецької Білостоцької Червонопрапорної ордена Кутузова дивізії (2-го формування), що входила спочатку до складу 38-го стрілецького корпусу 49-ї армії 2-го Білоруського фронту (2-го формування), а потім — 81-го стрілецького Кенігсберзького корпусу 50-ї армії (2-го формування) 2-го і 3-го Білоруських фронтів.
22 січня 1945 343-тя стрілецька дивізія генерала О. Л. Кроніка, діючи в складі 81-го стрілецького (згодом — Кенігсберзького) корпусу 50-ї армії, успішно форсувала річку Нарев і однією з перших вийшла до південного кордону зі Східною Пруссією. А через кілька днів з мінімальними для себе втратами зламала на своїй ділянці наступу мазурську лінію укріплень гітлерівців і, увійшовши в прорив, з боєм оволоділа вісьмома прикордонними до Польщі східнопрусськими містами. Здійснивши в період з 5 по 11 березня 1945 року 130-кілометровий марш, 343-тя стрілецька дивізія в складі всієї 50-й армії зосередилася біля стін Кенігсберга. Їй належало штурмувати столицю Східної Пруссії з боку міського передмістя Танненвальде (нині — південна частина селища Чкаловськ Центрального району Калінінграда) — вздовж лінії сучасного залізничного перегону Чкаловськ-Західний — Південний вокзал Калінінграда і аж до західного берега розташованого в самому центрі Кенігсберга ставка Обер-Тайхо (нині — Озеро Верхнє). Проте перший нищівний удар по обороні противника підлеглі генерала О. Л. Кроніка завдали вже за два дні до початку загального штурму: в 19.00 4 квітня 1945 року перейшли в наступ дві стрілецькі роти 356-го стрілецького полку. Це була розвідка боєм. В результаті до ранку наступного дня вдалося захопити Малий форт, розташований між фортами № 5 і 4, а також прилеглі до нього ділянки ворожих траншей.
Успішно з'єднання діяло і в ході самого штурму.
Комдив у квітні 1945 року після взяття Кенігсберга був представлений до звання Героя Радянського Союзу. Незабаром після подання до звання О. Кронік отримав телеграму з Генерального штабу від генерал-майора Івана Олександровича Кузовкова зі словами:

«Стежимо за Вашим успіхом. Всі інстанції пройдені… Вітаємо з присвоєнням звання Героя Радянського Союзу».

Однак, після проходження всіх інстанцій в самому кінці прізвище Кроніка була викреслена за вказівкою генерала армії Івана Масленникова, очевидцем злочинних діянь якого виявився О. Кронік.
Іван Іванович Масленніков — організатор заградзагонів, заступник міністра внутрішніх справ СРСР по військах, брав участь у придушенні Воркутинського повстання, застрелився 16.04.1954 р. після арешту по справі Берії, на той час генерал Армії, Герой СРСР, заступник Л. П. Берії).
У післявоєнний період і аж до звільнення в запас навесні 1947 року, гвардії генерал-майор О. Л. Кронік командував 86-ю гвардійською Миколаївською стрілецькою дивізією.
У 1947 році він був звільнений в запас (по хворобі) з правом несення військової форми.
Останні 30 років життя Олександра Львовича Кроніка були наповнені плідною педагогічною, науковою, журналістською та громадською діяльністю. У 1947—1949 роках він викладав на кафедрі історії Чернівецького держуніверситету.
Після навчання в аспірантурі у 1950 році він захистив дисертацію в Інституті історії АН України, його науковим керівником був відомий український вчений Ф. П. Шевченко. Рішенням Президії Академії наук України О. Л. Кронік одержав вчене звання старшого наукового співробітника, працював у воєнно-історичному відділі Інституту історії Академії наук України. З 1950 року — старший науковий співробітник Інституту.
В 1966—1968 роках він викладав у Київському художньому інституті, нині Національна академія образотворчого мистецтва і архітектури, потім працював у Міністерстві Вищої та Середньої спеціальної освіти.
Після організації Військово-наукового товариства при Київському окружному Будинку офицерів О. Л. Кронік очолив Військово-історичну секцію, проводив наукові конференції, керував літоб'єднанням
Генерал Кронік був першим головою Ради ветеранів 343-ї Білостокської червонопрапорної дивізії, брав участь у створенні понад 80-ти шкільних музеїв та кімнат Бойової слави, невтомно працював по увічненню подвигів воїнів і як член Товариства «Знання» України та Українського товариства охорони пам'яток історії і культури, виступав з лекціями і доповідями перед особовим складом частин, школярами і студентами.

Могила Олександра Кроніка

Помер 20 грудня 1976 року. Похований у Києві на Лук'янівському військовому кладовищі.

## Публікації
Кронік написав понад 350 науково-історичних та історико-публіцистичних робіт. А також:
- Монографію «Полководське мистецтво Богдана Хмельницького» (поки невидана).

## Відзнаки
Кавалер великої кількості державних нагород, включаючи вісім орденів — Леніна, чотирьох Червоного Прапора, Кутузова 2-го ступеня, Вітчизняної війни 1-го ступеня, Червоної Зірки, а також численних медалей, в тому числі «За відвагу»[джерело?] і «За взяття Кенігсберга».
Крім того, в післявоєнний період не раз заохочувався по лінії муніципальних і військових властей і, зокрема: Почесними грамотами — від виконкомів Київського і Вільнюського міських Рад депутатів трудящих; іменними годинниками та іншими цінними пам'ятними подарунками — від командувача військами Червонопрапорного Київського військового округу.
Почесний громадянин міст Великі Луки (з 1965 року) та Новосокольники (з 1969 року) Псковської області.

## Увічнення пам'яті

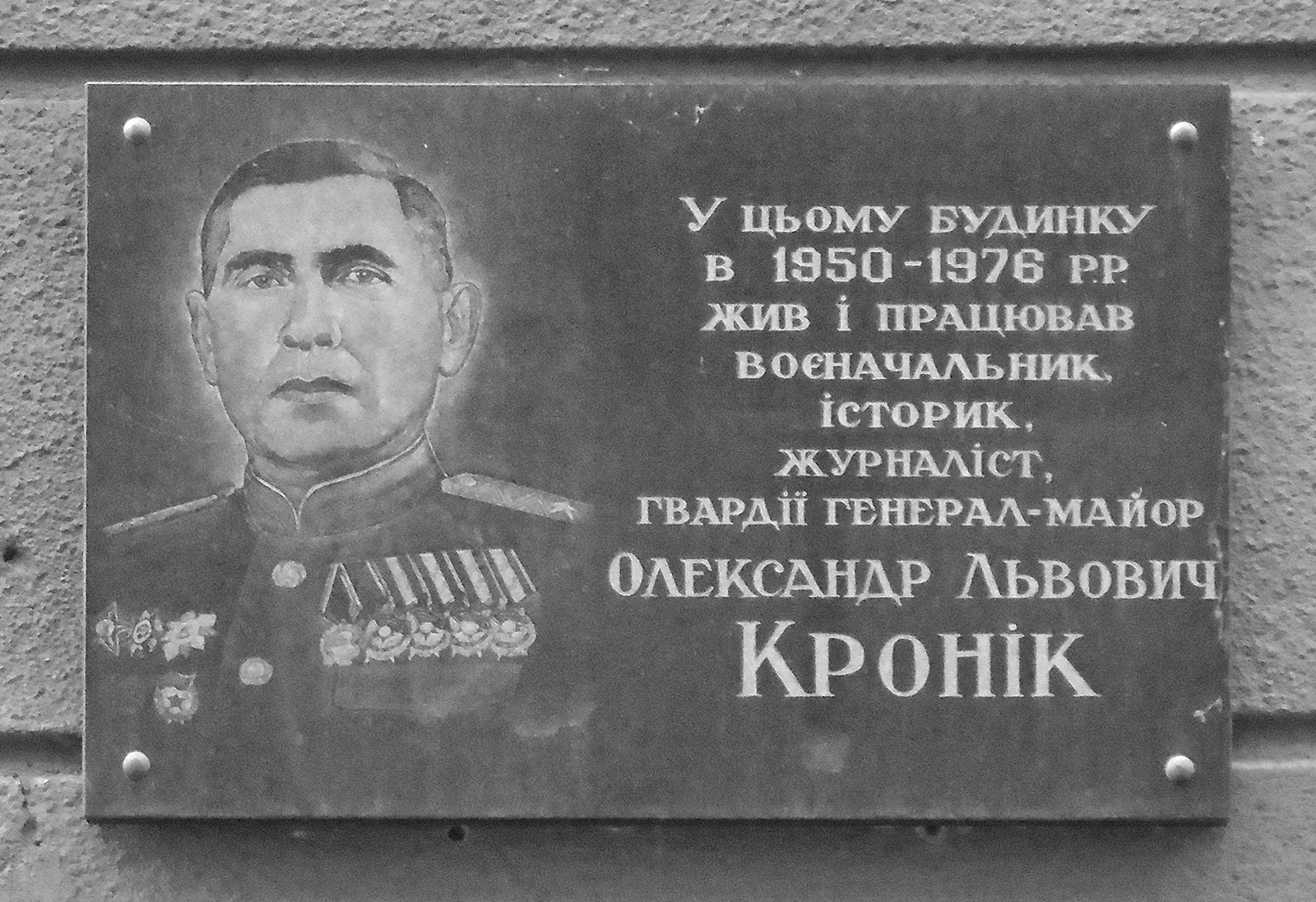
Меморіальна дошка у Києві

На Лук'янівському військовому кладовищі в Києві Міністерство оборони встановило пам'ятник.
Особисті речі і документи воєначальника зберігаються серед експонатів Національного музею історії України у Другій світовій війні.
У 2003 році у зв'язку з ювілейною датою від дня народження Олександра Кроніка спільно Комітетом Міжнародної Української спілки учасників війни, Національною спілкою журналістів України та Єврейським фондом України було направлено клопотання до мера Києва про увічнення пам'яті Олександра Кроніка — встановленням меморіальної дошки на будинку по вулиці Хрещатик, 15, в якому проживав Олександр Кронік з 1950 по 1976 рік. Прохання задоволено не було, бо на той час існувала заборона на встановлення нових меморіальних дошок на Хрещатику, в тому числі у Пасажі.
Через вісім років (на 110-річчя від дня народження) 28 грудня 2011 року на цьому будинку Хрещатик 15 в Києві з ініціативи журналіста Дмитра Червінського та клопотань Інституту історії НАН України, Національної спілки журналістів України, Державної прикордонної служби України, Міжнародної української спілки учасників війни та Єврейського фонду України нарешті урочисто відкрили меморіальну дошку.
До ювілею генерала Кроніка в Україні було видано художній конверт.
Меморіальна дошка генерала О. Л. Кроніка помилково потрапила до Списку на демонтаж, про що говорить Лист Голови УІНП Володимира В'ятровича до Депортамента будівництва і архітектури КМДА від 17.11.2015, де вказано, що ця меморіальна дошка не підлягає демонтажу".